# Harlequin Melodies
Harlequin Melodies est un album du chanteur américain Mickey Newbury, sorti en 1968.

## Histoire
Harlequin Melodies est le premier album de Mickey Newbury, pionnier des songwriters C'est époque est celle de l'impact du succès de Mickey à Nashville, signé chez Acuff-Rose : même ses enregistrements suivants, ceux qui le feront reconnaître comme l'un de ceux qu'il a initiés. Le mouvement « songwriter » ne connaîtra son essor qu'à partir de la sortie de l'album suivant, Looks Like Rain. Avec quatre reprises qui seront classées #1 dans les différents classements des ventes aux États-Unis, Harlequin Melodies marque le tournant du son qui fera l'avenir et la renommée de Nashville. Peu de chansons de cet album n'ont pas connu de reprises. Le caractère novateur de l'album fera l'objet de beaucoup de débats entre Mickey et sa maison de disques, qu'il quittera après la sortie de Harlequin Melodies. Certaines de ses chansons seront à nouveau enregistrées lors des sorties ultérieures - là encore il donnera à ses titres d'autres arrangements :
- How Many Times (Must The Piper Be Paid For His Song) se retrouvera sur l'album Frisco Mabel Joy
- Good Morning, Dear et Sweet Memories se retrouveront sur l'album Heaven Help The Child
- Here Comes The Rain Baby se retrouvera sur l'album A Long Road Home, le dernier album enregistré qui sortira de son vivant.

Sept chansons, enregistrées en 1972, feront l'objet d'un album sorti en 1985, Sings His Own, considéré comme faisant partie de la discographie officielle du chanteur.

## Liste des titres
L’album comme il est présenté ici est divisé en deux parties, dont la deuxième est sortie en 2003 et est constituée des versions de l’album Sweet Memories de 2003.
1. Sweet Memories (Mickey Newbury) 3:19
2. Here comes the rain, Baby (Mickey Newbury) 2:30
3. Mister, can't you see? (Mickey Newbury/Townes Van Zandt) - 5:46
4. How many times must the Piper be paid for this song? (Mickey Newbury)  - 3:12
5. Are my Thoughts with you? (Mickey Newbury) - 3:05
6. Harlequin Melodies (Mickey Newbury) - 2:57
7. Funny, Familiar, Forgotten Feelings (Mickey Newbury) - 2:57
8. Time is a Thief (Mickey Newbury) - 3:04
9. Good Morning, Dear (Mickey Newbury) - 2:52
10. Weeping Annaleah (Mickey Newbury) - 2:34
11. Just Dropped In (To See What Condition My Condition Was In) (Mickey Newbury) - 2:58
12. Sunshine (Mickey Newbury) - 2:45
13. Got Down on Saturday (Mickey Newbury) - 2:49
14. The Queen (Mickey Newbury/Townes Van Zandt) - 3:10
15. Organised Noise (Mickey Newbury) - 3:03

## Bonus de l'édition 2003
1. Remember The Good - 2:56
2. The Future was not what it used to be - 4:07
3. How I Love Them Old Songs - 3:42
4. If I ever get to Houston - 3:46
5. She Even Woke Me Up To Say Goodbye - 3:04
6. Dizzy Lizzy - 3:56
7. An American Trilogy - 4:48